# Facundo Melgares
Facundo Melgares (Caravaca, Murcia, España 1760/1765 - † probablemente por los años de 1822-1825, dado que en 1795 seguía activo como gobernador, por lo mismo todo sugiere que falleció en alguna poblacón de Nuevo México entonces parte del Imperio de México (1822-1823) fue un militar y explorador español que ejerció, políticamente hablando, el cargo de último gobernador español de Nuevo México, y luego, ya en el México independiente continuó siendo gobernador mexicano, de Nuevo México, a pesar de su origen, debido a que la reorganización política de México fue muy turbulenta, y los asuntos de Nuevo México quedaron por lo mismo relegados en cierta forma. Datos sobre Facundo Melgares de expedientes resguardados en el Archivo Histórico de la Universidad de Arizona.
Melgares era, como la mayoría de los funcionarios de la corona española en su tiempo, un miembro de la clase alta española. Se le describe como un "hombre corpulento de porte militar" y como "un caballero y soldado galante".

## Primeros años
Melgares nació entre los años de 1760-1765, en Caravaca, Murcia, España en el seno de una aristocrática familia. Un miembro de la familia era un juez de la Audiencia de Nueva España. Melgares recibió una buena educación y entrenamiento militar y alcanzó el cargo de teniente.

## Carrera militar
Con la ayuda de su suegro, el teniente coronel Alberto Maynez, un futuro gobernador de Nuevo México y asistente del comandante general de las Provincias Internas Occidentales, con sede en Chihuahua, (actual México), Melgares comenzó su carrera militar. Se encontraba estacionado cerca de la frontera norte del territorio español y se mantuvo en ese puesto durante aproximadamente diez años.
En 1803, Melgares alistó en el presidio de San Fernando de las Amarillas del Carrizal, al sur de El Paso del Norte. Participó en las batallas contra los apaches, que asaltaron los asentamientos a lo largo del río Grande. Melgares con una fuerza de sesenta soldados bien equipados tuvo la tarea de hacer retroceder a los Pauni (llamados en esos años por los hispanos también como Pananas), quienes habían atacado a un grupo de exploradores españoles. Para esto  llegó a Santa Fe del Yunque, capital de la entonces provincia española de Nuevo México.

## Compra de Luisiana

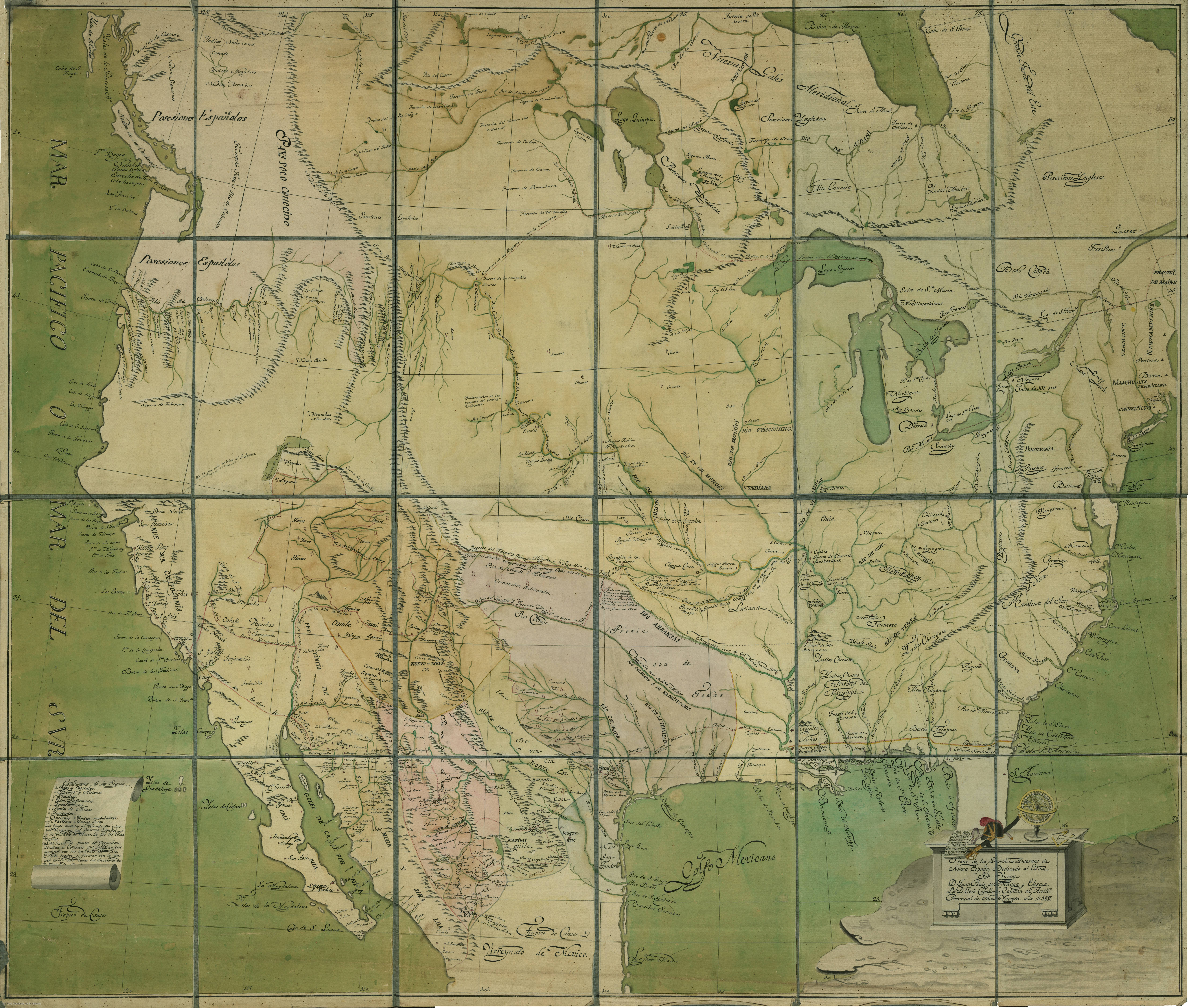
Mapa español de 1817 de las Provincias Internas de Nueva España, que además de las mismas incluye a todo el territorio que fue parte de la Luisiana (o Luciana) española, si se amplia lo suficiente se pueden observar varias de las localidades y la expedición de Facundo Melgares en la Luisiana hacia 1806.

Tras que España cediera los extensos territorios de la Luisiana española a la Francia bonapartista esta última la vendió a los Estados Unidos en 1800.

La compra de Luisiana en 1800 no había logrado establecer un límite fronterizo bien definido del Imperio español con los recientemente expandidos Estados Unidos (por ejemplo la frontera de Arkansas ni de Colorado en el río Nexpentle-Arkanzas y las Montañas Rocosas no  fue delimitada sino hasta el año 1819 con el Tratado Adams Onís). El 30 de mayo de 1806, Melgares fue llamado a ver al entonces gobernador de Nuevo México, Joaquín del Real Alencaster.
Melgares fue el encargado de detener a la expedición de los estadounidenses Lewis y Clark (objetivo en el cual antes Pedro Vial  había fallado dos veces en cumplir); resistiendo al establecimiento estadounidense en el río Rojo; para esto debía explorar tal río desde Nuevo México y luego el Nexpentle hasta su supuesta confluencia con el  río Misuri (en lo real el Rojo y el Nexpentle/Arkanzas son directos afluentes del río Misisipi por eso Melgares intentó avanzar hasta San Luis de Illinues); y negociar un tratado con los Pauni para que estos impidieran las incursiones estadounidenses.
Para esta comisión y empresa Melgares llevó a su mando 105 soldados españoles, 400  milicianos novomexicanos, 100 amerindios y  más de 2000 caballos (una caballada ).  Llegó a Nebraska. En su tercera tarea, Melgares tuvo éxito y previó la construcción de un fuerte en las riberas del río Nexpentle (río Arkansas) y sentó las bases para el fortín llamado La Garita (Sierra de La Garita) en el actual estado de Colorado.
El 1 de octubre de 1806, Melgares regresó a Santa Fe del Yunque acompañado de su prisionero, Zebulon Pike,  un explorador que había enviado el gobernador estadounidense de Luisiana, Melgares había detenido a la expedición de Pike durante el invierno en el sitio actualmente llamado Pikes Peak (Pico de Pikes).  A pesar de la enemistad entre España y Estados Unidos, los dos hombres se convirtieron en amigos cercanos.

## Hitos de la expedición de Melgares
- Pikes Peak, en Colorado
- Taos (inicio)
- Cabeceras del río Canadiano
- Río Rojo
- Pueblo taovayas

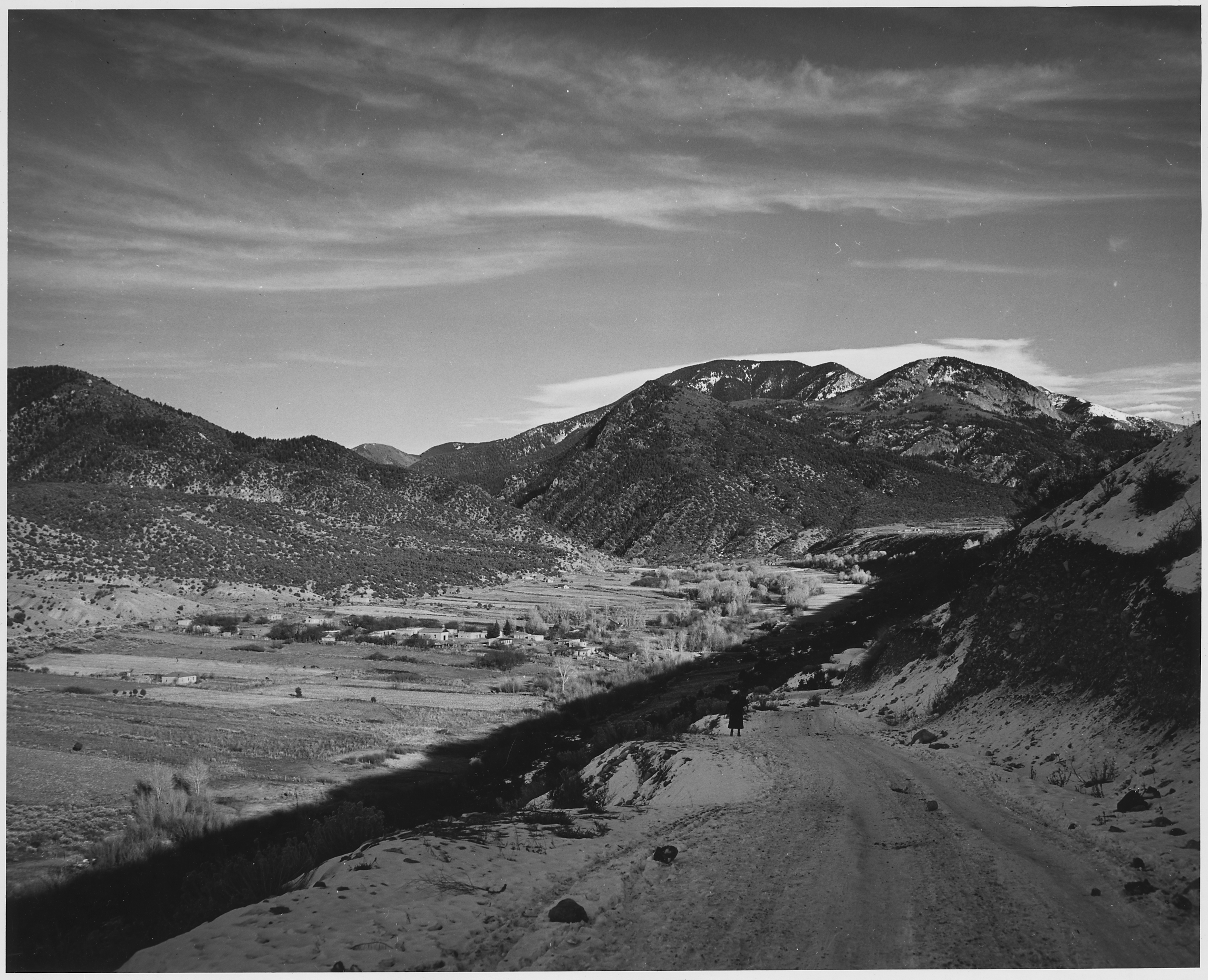
Valle Valdez, Taos, Nuevo México.

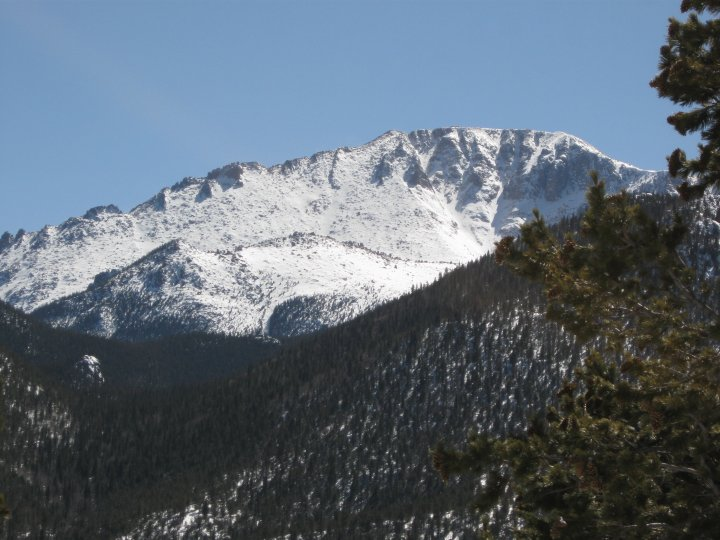
La montaña actualmente llamada Pikes Peak, Colorado.

- Finca del Río Medicina  / Río Medicine lodge
- Arroyo Pavo / Turkey Creek
- Kinsley
- Sun City, Kansas
- Boca del Arroyo Mapache / Coon Creek en el río Nexpentle-río Arkansas
- Gran Vuelta / Great Bend del río Arkansas
- Pueblo Pawnee, en el actual condado de Webster, Nebraska.

En 1810, poco después del Grito de Dolores, Melgares fue ascendido a capitán. 
Dirigió el ejército realista de Carrizal (Chihuahua) siendo enviado a combatir a los insurgentes que comandaban Ignacio Allend, Ignacio Aldama y Miguel Hidalgo y Costilla que estaban en Saltillo (Coahuila) desde enero de 1811, aunque Hidalgo llegó a principios de febrero. 
El 21 de marzo de 1811, Melgares y el Capitán Ignacio Elizondo lograron emboscar a los rebeldes lo que permitió aprehender a los líderes insurgentes fen la hacienda de Norias de Baján, ubicad unos 15 kilómetros de la villa de  Monclova, Coahuila.
Así que le correspondió a Melgares el conduci, con una muy fuerte escolta, a la ciudad de Chihuhua a alrededor de unos 1,200 rebeldes prisioneros, y a Miguel Hidalgo, Ignacio Allende e Ignacio Aldama, junto con otros jefes de menor rango, lo mismo que a varios sacerdotes, llevándose los cañones de los rebeldes y carretas con todo el botín robado por los rebeldes, compuesto de barras de plata y de oro, piezas, adornos y joyas de esos metales, valuados en alrededor de 5 millones de pesos.
A pesar de esta acción terminaría uniéndose al ejército mexicano cuando se instaló el Imperio Mexicano con Ignacio de Iturbide como emperador...

## Derechos de los amerindios Pueblo
Melgares fue un administrador civil equitativo en sus tratos con los indígenas Navajos y los indios Pueblo. Entregó la Constitución de 1812 en Nuevo México que incluía el apoyo para la inclusión de los pueblos indígenas en su gobierno, por ejemplo, el derecho a veto y el de ocupar cargos públicos. A finales de 1820, se habían formado los gobiernos municipales que representan a la mayoría de gente.
En 1817, Melgares fue ascendido a comandante del Presidio de Santa Fe. Llegó allí en julio de 1818 con sus tropas veteranas y se dedicó a la defensa de la ciudad. Más tarde se convirtió en gobernador interino de la provincia de Nuevo México. En agosto de 1818, el rey de España, aconsejado por su virrey, Juan Ruiz de Apodaca y el general Alejo García Conde, nombró a Melgares Gobernador de Nuevo México con el rango de teniente coronel.

## Gobernador español de Nuevo México
Facundo Melgares ejerció como gobernador de Nuevo México (que al ser provincia también era oficialmente llamada Nueva México)   bajo el control del comandante general de Chihuahua y el virrey en la Ciudad de México. Sus responsabilidades incluyeron la administración de las actividades de carácter civil; defensa de la provincia de hostilidades indias locales y de los invasores extranjeros en el norte; y el control de las tropas del Presidio (en esas épocas en la Nueva España se denominaba Presidio a un establecimiento oficial español militarizado o protegido por tropas españolas aunque su población fuera mayoritariamente civil y nada tuviera de convicta)  y de la milicia civil.
En el primer mes de la administración de Melgares, hubo hostilidades por parte de los navajos contra aldeas en el norte. El gobernador hizo un llamado a todos los pobladores de Nuevo México para contribuir con  cereales y otros insumos (por ejemplo  metales para las armas) a fin de  ayudar a sus fuerzas estacionadas en Santa Fe. Él mismo, hizo una donación personal de  cereales, dinero y ovejas. Un sacerdote local donó la campana de la iglesia local para fundirla y hacer municiones con la misma. El Presidio de Santa Fe tenía sólo 167 soldados para combatir a los navajos y por esto Melgares hizo enviar tropas de Chihuahua y unos 60 soldados de San Eleazario (cerca de El Paso ).
A finales de octubre de 1818, Melgares encargó al Capitán Andrés Gómez Sañudo, jefe del segundo ejército en Taos, con la orden de marchar a Jemez y atacar a más tardar el 7 de noviembre de 1818. Melgares determinó que los navajos deberían ceder y ser conducidos a los desiertos de California.
Dos meses antes, Melgares inició un reconocimiento de la cuenca del río Nexpentle (hoy río Arkansas) para verificar la presencia de agentes estadounidenses entre los Paunis (o Pawnee)
la fuente de información de Melgares era el sargento José Cayetano Hernández, quien le dijo que mientras fue cautivo de los Paunis, un oficial del ejército de Estados Unidos visitó a esos indígenas y les propuso un plan de unificación con los Kiowas a fin de  invadir el territorio español. El oficial estadounidense, según Hernández, se comprometió a armar a los indios a cambio de su lealtad. Ambas tribus se iban a reunir en el otoño, en  Gerbidora ( actual Colorado Springs o Fuentes del Colorado, Colorado ) con el fin de ultimar los planes para un ataque a Nuevo México. Aunque admite que él nunca vio al oficial de Estados Unidos, estimó más de 300 indios fueron entrenados y armados.
Aunque Melgares no creía en el sargento,  notificó al general García Conde y envió al teniente José María de Arce al norte de la frontera de Nuevo México para confirmar la información de inteligencia. El 1 de septiembre de 1818, Arce dejó Taos con 120 hombres. Poco después de su salida del norte de Nuevo México, 400 hombres bajo el mando de Juan de Dios Peña, el alcalde de Taos, se unieron a la expedición. Arce cruzó las montañas Sangre de Cristo en el Valle de Huérfano y avanzó hacia el río Chato (hoy río Platte), pero no encontró ninguna fuerza invasora. Arce confirmó que los amerindios eran leales a España y alertarían a Nuevo México de cualquier invasión planeada por los EE. UU. A pesar de las palabras tranquilizadoras, Melgares pidió un refuerzo de 500 soldados, la mitad de la infantería, armados con fusiles y bayonetas, para reforzar los puestos de avanzada del norte. Melgares también reanudó la guerra contra los navajos. Envió a 600 soldados a Taos, y 400 a El Vado. 800 hombres fueron mantenidos en reserva para hacer frente a los navajos. Melgares tuvo dificultades por las demandas poco realistas de sus comandantes más distantes.
En febrero  de 1819, cuando parecía que la frontera entre Estados Unidos y México estaba a salvo, el comandante, el general Antonio Cordero fue encargado por Melgares para hacer la paz con los indígenas de todas las maneras factibles. En 1819 Melgares mandó construir el fuerte Sangre de Cristo (actual Colorado), con una dotación de 100 soldados para asegurar el paso al valle de San Luis. Melgares continuó luchando ante la improbable insurgencia de los Hopi y solicitando refuerzos españoles contra los navajos. A pesar de las objeciones del virrey Juan Ruiz de Apodaca y el general Cordero. Melgares tuvo éxito y el 21 de agosto de 1819, impuso un acuerdo formal de paz entre España y los navajos. Los próximos tres años en Nuevo México fueron pacíficos.

## Primer gobernador de la provincia mexicana de Nuevo México

Mapa (límites aproximados) de la provincia mexicana de Nuevo México hasta 1848 (al oeste se encontraba la provincia interna de la Alta California y al sureste la de Texas).

A inicios del siglo XIX, tras suceder al gobernador español Pedro María de Allande (1816 - 1818), Melgares se mantuvo firmemente realista (monárquico proespañol) a pesar de la fuerte probabilidad de la independencia mexicana. Después de que Agustín de Iturbide suscribiera el Plan de Iguala, Melgares apoyó a regañadientes al recién independizado gobierno mexicano. El 26 de diciembre de 1821, Melgares recibió la notificación oficial desde la Ciudad de México de que debía jurar lealtad al nuevo gobierno de México. En 1821, después de la independencia mexicana, Melgares dio la bienvenida a la primera delegación comercial de Estados Unidos (bajo William Backnell ) a Santa Fe.  El 6 de enero de 1822, bajo el gobierno de Melgares se hizo una celebración local de la independencia mexicana., con salvas militares, un cotillón, una representación teatral que evocó al mexicano Plan de Iguala todo esto con la colaboración del alcalde de la capital novomexicana o neomexicana: Santa Fe  quien era en ese momento Dn. Pedro Armendariz.
El 5 de julio de 1822, Melgares fue destituido de su cargo. Continuó como soldado bajo el mando de su sucesor el mexicano Francisco Xavier Chávez. Los cargos que llevaron al descenso de categoría para Melgares no son conocidos, pero pueden haber involucrado el sacerdote de Abiquiú que intentó apropiarse de una propiedad de la villa de Santa Fe para su iglesia. 
En agosto de 1823, Melgares fue absuelto de todos los cargos. Después de esto, que ocurrió cuando ya tenía alrededor de los 65 años de edad, existen pocos datos sobre su vida, pero es muy probable que luego de haber sido absuelto viajase a Nueva Orleáns para embarcarse para La Habana, que seguía en poder de los españoles, donde trataría de hacer valer sus derechos como oficial del ejército español y gobernador de Nuevo México, por lo que debió pasar a España. 